# Blanchardoplia sabatinellii
Blanchardoplia sabatinellii är en skalbaggsart som beskrevs av Marc Lacroix 1998. Blanchardoplia sabatinellii ingår i släktet Blanchardoplia och familjen Melolonthidae. Inga underarter finns listade.